# Mayos (Dimako)
Pour les articles homonymes, voir Mayos.
Mayos est un village de la région de l’Est au Cameroun. C'est (principalement) un campement de pygmées Baka qui fait partie de l'arrondissement (commune) de Dimako dans le département du Haut-Nyong. Il est situé à 8 km de la route qui relie Bertoua à la capitale Yaoundé.

## Population
Lors du recensement de 2005, Mayos comptait 364 habitants, en majorité Baka (environ 300).
Le village abrite une case des arts Baka, mais sa promotion touristique reste difficile.
La chanteuse Justine Nibala est née à Mayos.